# Jeep Scrambler
Jeep Scrambler – samochód osobowy typu pickup klasy kompaktowej produkowany pod amerykańską marką Jeep w latach 1981 – 1986.

## Historia i opis modelu

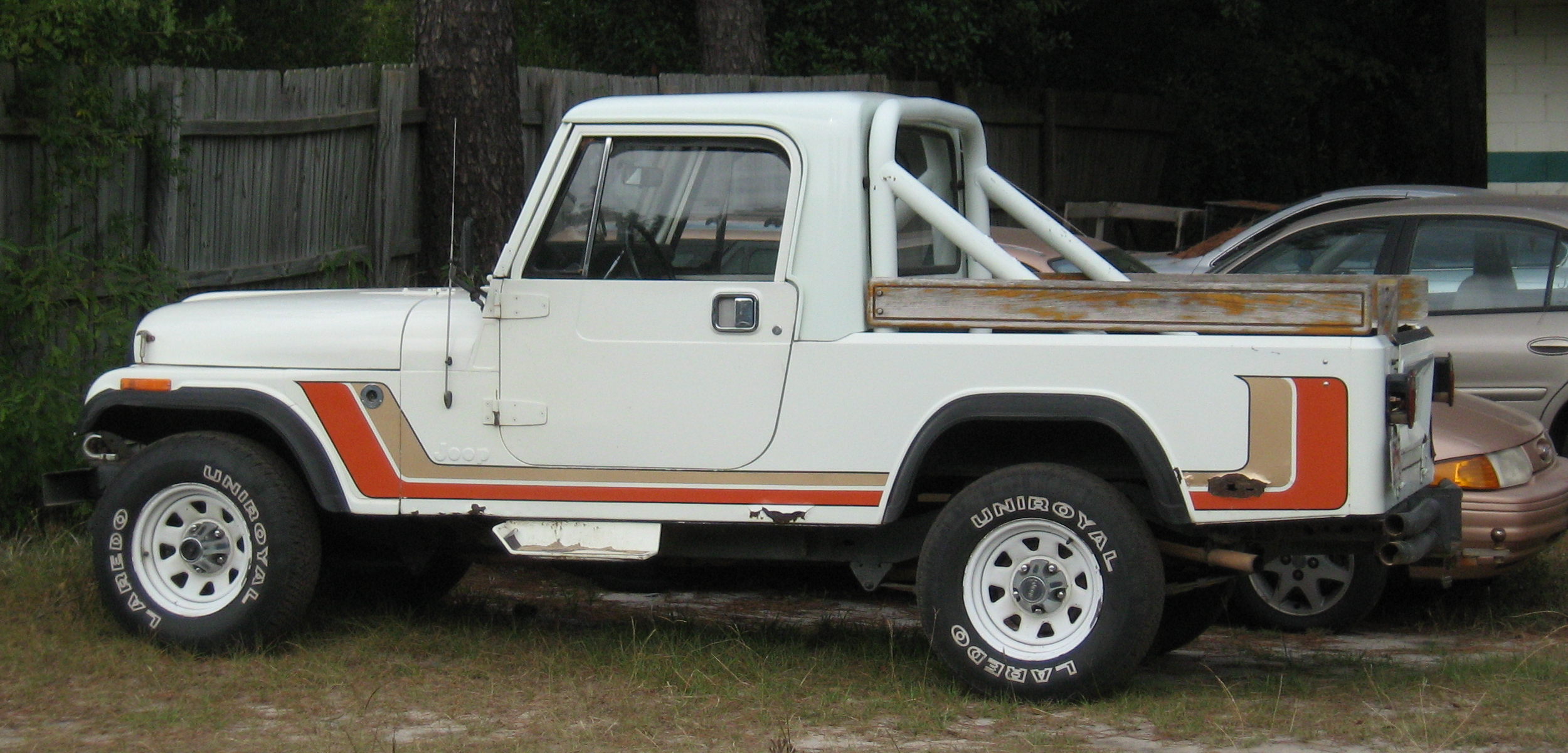
Jeep Scrambler - tył

W 1981 roku Jeep przedstawił nowego, niewielkiego pickupa opartego na bazie trzeciej generacji modelu CJ. Scrambler odtworzył koncepcję realizowaną już w latach 60. i 70. XX wieku przez model Commando, charakteryzując się dwudrzwiową, dwumiejscową kabiną pasażerską i wydłużonym rozstawem osi. Ta modyfikacja dokonana została w celu wygospodarowania przestrzeni transportowej.

### Produkcja
Podczas trwającej 5 lat produkcji powstało 27 279 sztuk Jeepa Scramblera, czyniąc ten model niszowym i małoseryjnym pojazdem. Przedstawiony w 1985 roku model Comanche był większy i powstał tym razem na bazie SUV-a.

### Silniki
- L4 2.5l AMC
- L4 2.5l Iron Duke
- L6 3.8l AMC
- L6 4.2l AMC
- V8 5.0l AMC